# Szybenik
Szybenik (chorw. Šibenik, wł. Sebenico, niem. Sibenning, węg. Szebenikó) –  miasto w Chorwacji, stolica żupanii szybenicko-knińskiej, siedziba miasta Szybenik. Jest położone w środkowej Dalmacji, nad ujściem rzeki Krka do Morza Adriatyckiego. W 2021 roku liczyło 31 115 mieszkańców.
Szybenik jest politycznym, kulturalnym, komunikacyjnym i turystycznym centrum swojego regionu.

## Historia

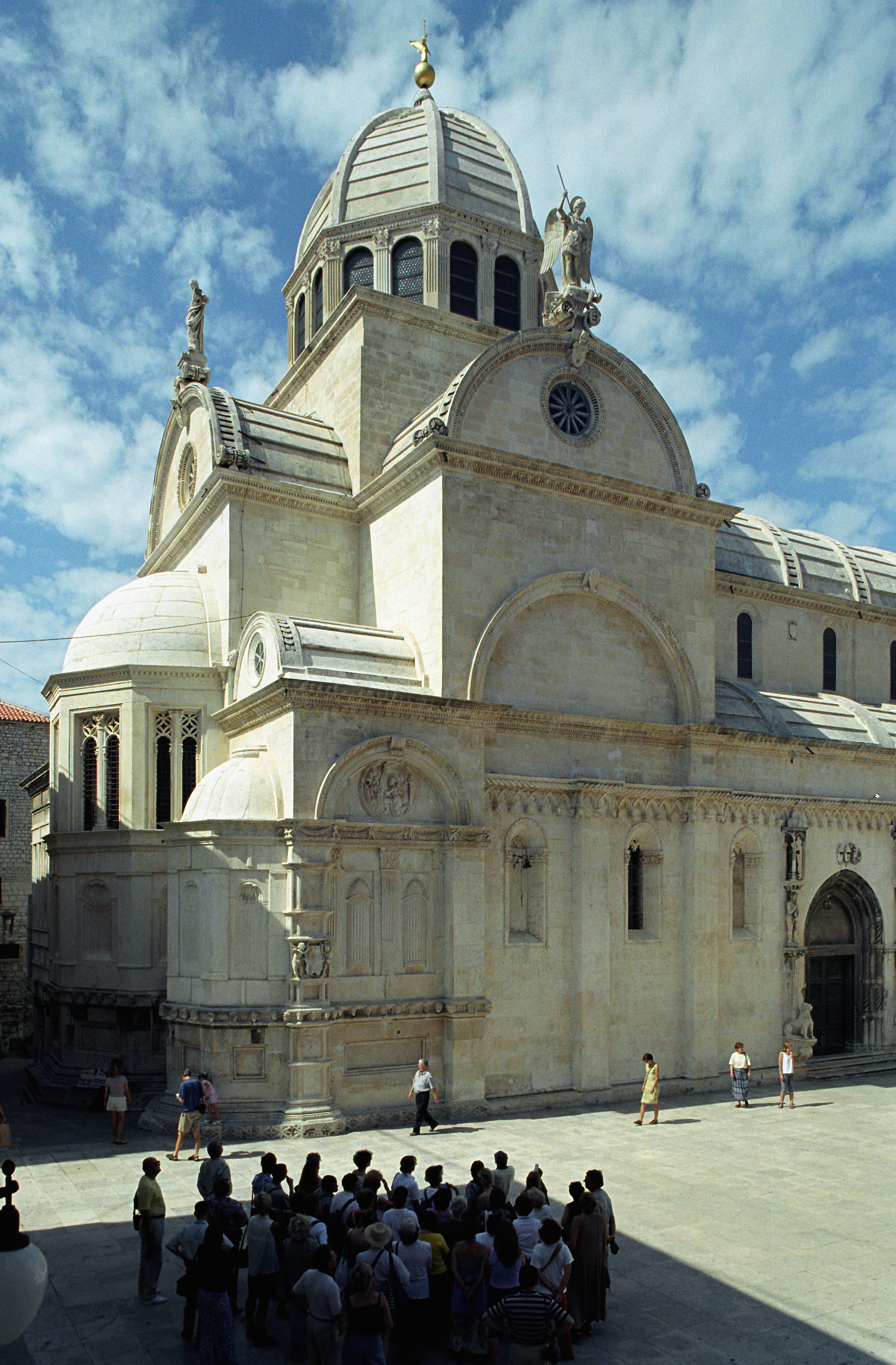
Katedra św. Jakuba w Szybeniku

Po raz pierwszy nazwa Szybenik pojawia się w 1066 w statucie króla chorwackiego Petara Krešimira IV. W przeciwieństwie do innych miast w Dalmacji założonych przez Ilirów, Greków czy Rzymian jest najstarszym miastem rodowym Chorwatów na wschodnim wybrzeżu Adriatyku. Szybenik otrzymał prawa miejskie w 1298, wtedy też w mieście erygowano diecezję. Prace archeologiczne w Zamku św. Anny dowodzą, że miejsce to było zamieszkane na długo przed przybyciem doń Chorwatów.
W 1340 w Szybeniku urodził się św. Mikołaj Tavelić.
Miasto, podobnie jak pozostała część Dalmacji, opierało się Wenecji do 1412. Imperium osmańskie zaczęło zagrażać miastu pod koniec XV wieku, jednak nigdy go nie zajęło. W XVI w. zbudowano Fortecę św. Mikołaja, a w wieku XVII wzmocniono obronność miasta budując Fortecę św. Jana i Šubićevaca.
Po upadku Republiki Weneckiej w 1797 miasto znalazło się pod kontrolą Monarchii Habsburgów. W 1877 pierwsze połączenie kolejowe w ówczesnej Dalmacji – kraju koronnym Austrii. Po I wojnie światowej było częścią Królestwa Jugosławii, a podczas II wojny światowej znalazło się pod okupacją faszystowskich Włoch oraz Niemiec. Po wojnie stało się częścią Socjalistycznej Federalnej Republiki Jugosławii; od odłączenia się Chorwacji od SFRJ w 1991 znajduje się na jej terytorium.
28 sierpnia 1895 roku uruchomiono w Szybeniku uliczne oświetlenie elektryczne – było to pierwsze miasto na świecie z taką instalacją. Zasilanie pochodziło z elektrowni wodnej zbudowanej przy wsparciu Nikoli Tesli na rzece Krka. Była to druga na świecie elektrownia - pierwszą, zaledwie dwa dni wcześniej, Edison uruchomił na rzece Niagara.

## Szybenik dziś
Dzisiejszy Szybenik tętni życiem artystycznym i kulturalnym. Co roku odbywa się tu Międzynarodowy Festiwal Dzieci (chorw. Međunarodni Dječji Festival).
Najważniejszym kościołem Szybenika jest Katedra św. Jakuba znajdująca się na liście światowego dziedzictwa UNESCO. Budowana przez kilku architektów w XV i XVI w. łączy w sobie elementy stylów gotyckiego i renesansowego. Jest nadzwyczajna dzięki architekturze (w całości jest zbudowana z kamienia, bez używania jakichkolwiek innych materiałów) i 71 realistycznym płaskorzeźbom na apsydach.
Twierdza św. Mikołaja znajduje się na wejściu do kanału św. Antego, a zbudowana została w połowie XVI wieku w celu obrony przed tureckimi napadami z morskiej strony. Wybudowana jest na podstawie projektów weneckiego militarnego budowniczego Michielea Sammichella. Twierdza św. Mikołaja należy do najmocniejszej fortyfikacji na chorwackim wybrzeżu. Twierdza św. Mikołaja jest częścią wpisu Fortyfikacje weneckie z XVI–XVII w.: Stato da Terra i zachodnia część Stato da Mar znajdującego się na liście światowego dziedzictwa UNESCO.
Ratusz znajduje się na środkowym miejskim placu – Placu Republiki Chorwackiej. To renesansowa budowla wzniesiona w latach 1533–1536. Na piętrze jest reprezentacyjna komnata, w której odbywały się miejskie posiedzenia. Oryginalny budynek został zniszczony w grudniu 1943 r. podczas ataku aliantów, po II wojnie światowej został odbudowany i przywrócono jego pierwotną formę.
Pałac rektorów znajduje się na wybrzeżu w starym centrum miasta. Zachowane są dwa skrzydła tego niegdyś dużo większego budynku, w którym urzędował i rezydował najwyższy przedstawiciel weneckiej władzy w społeczeństwie – miejski rektor. W 1975 ukończona została adaptacja Pałacu Rektorów na Miejskie Muzeum miasta Szybenik.
W mieście rozwinął się przemysł włókienniczy, stoczniowy oraz drzewny. Ponadto w mieście działa huta aluminium oraz odlewnia żelaza.

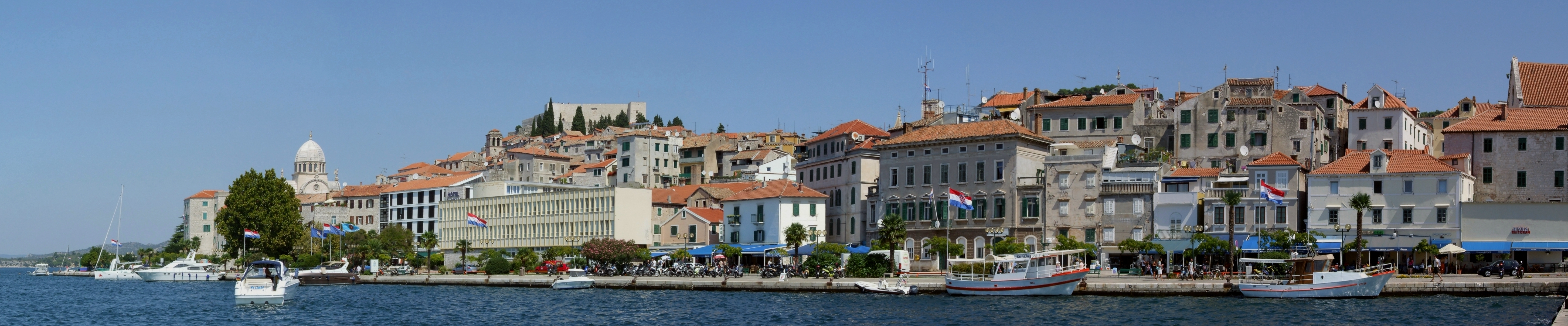
Panorama miasta z portu

## Sport
W mieście siedzibę ma klub piłki nożnej HNK Šibenik występujący w Prva NL – drugiej w hierarchi rozgrywek lidze chorwackiej oraz Jolly Šibenik – wielokrotny mistrz Chorwacji w koszykówce kobiet.
Miasto jest siedzibą żeńskich turniejów tenisowych rangi ITF, z pulą nagród 15 000 $.

## Miasta partnerskie
- Civitanova Marche, Włochy
- San Benedetto del Tronto, Włochy